# Mogens de Linde
Mogens de Linde (født 11. juli 1951) er en dansk byggematador og tidligere atlet medlem af Aarhus 1900.
I 1975 statede Mogens de Linde sammen med sin enæggede tvillingebror, Olav de Linde, udvikling af ejendomsprojekt, blandt de første projekter var de gamle pakhuse i Aarhus. Udviklingen kom til at gå meget stærkt. De to brødre opkøbte og udviklede op igennem 1980'erne en række ejendomme i deres fælles ejendomsselskab. På et tidspunkt var virksomheden dog blevet så stor, at brødrene blev enige om at dele den mellem sig. Mogens de Linde er i dag bestyrelsesformand i Byggeselskab Mogens de Linde som administrerer ejendommene er primært beliggende i Aarhus, men selskabet råder også over 15.000 kvadrat meter på Holmen i København og var bygherre på Quintus Bastionen, der som det første private erhvervslejemål på Holmen blev indviet i 1998. Siden 2001 har firmaet desuden udviklet og renoveret Sadolin Parken på Amager. Senere er også Øer Maritime Ferieby ved Ebeltoft blevet udviklet og renoveret.
I 2009 overtog han Ole Vagners aktiepost ved salget af Capinordic Bank, der var en bank for få men meget velhavende kunder, og som gik konkurs i foråret 2010.

Mogens de Linde bryder sig ikke om fagforeninger og har tilkendegivet, at han finder, at fagbevægelsen intet har med demokrati at gøre, men er udtryk for anarki. Han har således opsagt et kajpladslejemål med en murersvend, angiveligt fordi denne blot havde inviteret to repræsentanter fra 3F på kaffe, da disse var på pladsbesøg på en af Mogens de Lindes byggerier. Mogens søn, Mikkel havde opdaget dette og meddelt murersvenden, at han ville fortælle dette til sine fader, der ikke ville bryde sig om det. Mikkel de Linde udtalte i den forbindelse, at "Hvis man skal prøve at have en tilværelse, skal man lade være med at skide, hvor man spiser"

## Danske mesterskaber
- Bronze 1979 400 meter 48.69
- Guld 1977 400 meter 47.70
- Guld 1975 400 meter 48.06

## Personlige rekorder
- 100 meter: 11,0 1975
- 200 meter: 22,2 1975
- 400 meter: 47,70 1977
- 800 meter: 1,53,3 1977